# Associazione Calcio Savoia 1908 2012-2013

## Stagione
La stagione 2012-2013 fu la 90ª stagione sportiva del Savoia.
Serie D 2012-2013: 7º posto

## Divise e sponsor
| Manica sinistra · Maglietta · Manica destra · Pantaloncini · Calzettoni |

## Organigramma societario
Area direttiva
- Presidente:  Raffaele Verdezza

Area organizzativa
- Segretario generale:

Area tecnica
- Direttore Sportivo:
- Allenatore:  Pasquale Vitter poi
 Salvatore Amura

## Rosa
| N. |                   | Ruolo | Calciatore                |
| -- | ----------------- | ----- | ------------------------- |
|    | Italia (bandiera) | P     | Gabriele Loccisano        |
|    | Italia (bandiera) | P     | Gennaro Vitiello          |
|    | Italia (bandiera) | D     | Antonio Amoruso           |
|    | Italia (bandiera) | D     | Sabato Catalano           |
|    | Italia (bandiera) | D     | Gianluca Esposito         |
|    | Italia (bandiera) | D     | Fabrizio Falanga          |
|    | Italia (bandiera) | D     | Antonio Guarro (capitano) |
|    | Italia (bandiera) | D     | Francesco Lettieri        |
|    | Italia (bandiera) | D     | Domenico Pallonetto       |
|    | Italia (bandiera) | D     | Francesco Salvatore       |
|    | Italia (bandiera) | D     | Pierluigi Scudieri        |
|    | Italia (bandiera) | C     | Ferdinando Di Capua       |
|    | Italia (bandiera) | C     | Simone Fontanarosa        |
|    | Italia (bandiera) | C     | Marco Formisano           |
|    | Italia (bandiera) | C     | Emanuele Fricano          |
|    | Italia (bandiera) | C     | Francesco Giraldi         |

| N. |                      | Ruolo | Calciatore               |
| -- | -------------------- | ----- | ------------------------ |
|    | Italia (bandiera)    | C     | Ciro Ianniello           |
|    | Marocco (bandiera)   | C     | Mohammed Mansour         |
|    | Italia (bandiera)    | C     | Angelo Nasto             |
|    | Italia (bandiera)    | C     | Felipe Russo Tartari     |
|    | Italia (bandiera)    | C     | Filippo Viscido          |
|    | Italia (bandiera)    | A     | Ivan Arciello            |
|    | Italia (bandiera)    | A     | Luca Borrelli            |
|    | Italia (bandiera)    | A     | Marco Incoronato         |
|    | Italia (bandiera)    | A     | Alessandro Malafronte    |
|    | Italia (bandiera)    | A     | Salvatore Manfrellotti   |
|    | Italia (bandiera)    | A     | Fabio Padulano           |
|    | Italia (bandiera)    | A     | Armando Perretta         |
|    | Italia (bandiera)    | A     | Luciano Rabbeni          |
|    | Italia (bandiera)    | A     | Donato Rima              |
|    | Italia (bandiera)    | A     | Giuseppe Savarese        |
|    | Argentina (bandiera) | A     | Jesus Sebastian Vicentin |

## Calciomercato
| Acquisti | Acquisti | Acquisti | Acquisti |
| R.       | Nome     | da       | Modalità |
| -------- | -------- | -------- | -------- |
|          |          |          |          |

| Cessioni | Cessioni | Cessioni | Cessioni |
| R.       | Nome     | a        | Modalità |
| -------- | -------- | -------- | -------- |
|          |          |          |          |

## Risultati

### Campionato

#### Girone di andata
| 2 settembre 2012 1ª giornata | Ragusa | 0 – 2 | Savoia |  |

| 9 settembre 2012 2ª giornata | Savoia | 3 – 1 | Palazzolo |  |

| 16 settembre 2012 3ª giornata | Savoia | 3 – 1 | Nissa |  |

| 23 settembre 2012 4ª giornata | Vibonese | 2 – 0 | Savoia |  |

| 30 settembre 2012 5ª giornata | Savoia | 4 – 1 | Acireale |  |

| 7 ottobre 2012 6ª giornata | Gelbison | 3 – 1 | Savoia |  |

| 14 ottobre 2012 7ª giornata | Savoia | 3 – 0 | Noto |  |

| 21 ottobre 2012 8ª giornata | Sambiase | 1 – 1 | Savoia |  |

| 28 ottobre 2012 9ª giornata | Savoia | 1 – 1 | Agropoli |  |

| 4 novembre 2012 10ª giornata | Pro Cavese | 0 – 0 | Savoia |  |

| 11 novembre 2012 11ª giornata | Savoia | 1 – 1 | Ribera |  |

| 18 novembre 2012 12ª giornata | Licata | 2 – 1 | Savoia |  |

| 25 novembre 2012 13ª giornata | Savoia | 2 – 1 | Città di Messina |  |

| 2 dicembre 2012 14ª giornata | Messina | 2 – 1 | Savoia |  |

| 9 dicembre 2012 15ª giornata | Savoia | 0 – 0 | Comprensorio Montalto |  |

| 16 dicembre 2012 16ª giornata | Cosenza | 4 – 2 | Savoia |  |

| 22 dicembre 2012 17ª giornata | Savoia | 2 – 1 | Compr. Normanno |  |

#### Girone di ritorno
| 6 gennaio 2013 18ª giornata | Savoia | 3 – 1 | Ragusa |  |

| gennaio 2013">disputata il 23 ERROR 19ª giornata | Palazzolo | 1 – 1 | Savoia |  |

| 20 gennaio 2013 20ª giornata | Nissa | 0 – 4 | Savoia |  |

| 27 gennaio 2013 21ª giornata | Savoia | 2 – 1 | Vibonese |  |

| 3 febbraio 2013 22ª giornata | Acireale | 2 – 3 | Savoia |  |

| 17 febbraio 2013 23ª giornata | Savoia | 1 – 1 | Gelbison |  |

| 24 febbraio 2013 24ª giornata | Noto | 1 – 0 | Savoia |  |

| 3 marzo 2013 25ª giornata | Savoia | 1 – 0 | Sambiase |  |

| 10 marzo 2013 26ª giornata | Agropoli | 3 – 1 | Savoia |  |

| 17 marzo 2013 27ª giornata | Savoia | 1 – 1 | Pro Cavese |  |

| 24 marzo 2013 28ª giornata | Ribera | 1 – 1 | Savoia |  |

| 28 marzo 2013 29ª giornata | Savoia | 3 – 2 | Licata |  |

| 7 aprile 2013 30ª giornata | Città di Messina | 4 – 1 | Savoia |  |

| 14 aprile 2013 31ª giornata | Savoia | 2 – 3 | Messina |  |

| 21 aprile 2013 32ª giornata | Comprensorio Montalto | 3 – 1 | Savoia |  |

| 28 aprile 2013 33ª giornata | Savoia | 1 – 5 | Cosenza |  |

| 5 maggio 2013 34ª giornata | Compr. Normanno | 3 – 3 | Savoia |  |

## Statistiche
Statistiche aggiornate al GG mese AAAA.

### Statistiche di squadra
Inserire punti e media inglese solo per il campionato
| Competizione         | Punti | In casa | In casa | In casa | In casa | In casa | In casa | In trasferta | In trasferta | In trasferta | In trasferta | In trasferta | In trasferta | Totale | Totale | Totale | Totale | Totale | Totale | M.I. |
| Competizione         | Punti | G       | V       | N       | P       | Gf      | Gs      | G            | V            | N            | P            | Gf           | Gs           | G      | V      | N      | P      | Gf     | Gs     | M.I. |
| -------------------- | ----- | ------- | ------- | ------- | ------- | ------- | ------- | ------------ | ------------ | ------------ | ------------ | ------------ | ------------ | ------ | ------ | ------ | ------ | ------ | ------ | ---- |
| Serie D              |       |         |         |         |         |         |         |              |              |              |              |              |              |        |        |        |        |        |        |      |
| Coppa Italia Serie D | -     |         |         |         |         |         |         |              |              |              |              |              |              |        |        |        |        |        |        | -    |
| Totale               | -     |         |         |         |         |         |         |              |              |              |              |              |              |        |        |        |        |        |        | -    |

### Andamento in campionato
| Giornata  | 1 | 2 | 3 | 4 | 5 | 6 | 7 | 8 | 9 | 10 | 11 | 12 | 13 | 14 | 15 | 16 | 17 | 18 | 19 | 20 | 21 | 22 | 23 | 24 | 25 | 26 | 27 | 28 | 29 | 30 | 31 | 32 | 33 | 34 |
| --------- | - | - | - | - | - | - | - | - | - | -- | -- | -- | -- | -- | -- | -- | -- | -- | -- | -- | -- | -- | -- | -- | -- | -- | -- | -- | -- | -- | -- | -- | -- | -- |
| Luogo     |   |   |   |   |   |   |   |   |   |    |    |    |    |    |    |    |    |    |    |    |    |    |    |    |    |    |    |    |    |    |    |    |    |    |
| Risultato |   |   |   |   |   |   |   |   |   |    |    |    |    |    |    |    |    |    |    |    |    |    |    |    |    |    |    |    |    |    |    |    |    |    |
| Posizione |   |   |   |   |   |   |   |   |   |    |    |    |    |    |    |    |    |    |    |    |    |    |    |    |    |    |    |    |    |    |    |    |    |    |

### Statistiche dei giocatori
Sono in corsivo i calciatori che hanno lasciato la società a stagione in corso.
| Giocatore      | Serie D  | Serie D | Serie D     | Serie D    | Coppa Italia Serie D | Coppa Italia Serie D | Coppa Italia Serie D | Coppa Italia Serie D | Totale   | Totale | Totale      | Totale     |
| Giocatore      | Presenze | Reti    | Ammonizioni | Espulsioni | Presenze             | Reti                 | Ammonizioni          | Espulsioni           | Presenze | Reti   | Ammonizioni | Espulsioni |
| -------------- | -------- | ------- | ----------- | ---------- | -------------------- | -------------------- | -------------------- | -------------------- | -------- | ------ | ----------- | ---------- |
| [[N. Cognome]] |          |         |             |            |                      |                      |                      |                      | 0        | 0      | 0           | 0          |